# Совєтськ (Тульська область)
Совєтськ — місто (з 1954) в Росії, в Щекінському районі Тульської області.
Населення — 7,6 тис. чоловік (2009).

## Географія
Місто розташоване на річці Упа (басейн Оки), за 43 км від Тули.

## Промисловість
- Щекінська ГРЕС — конденсаційна теплоелектростанція на природному газі встановленою потужністю 400 МВт.
- Завод котельно-допоміжного обладнання і трубопроводів.
- Завод теплоізоляційних матеріалів і конструкцій.
- Швейна фабрика «Промінь».
- Огаревскій ДОЗ — меблі для дачних ділянок.
- Рибне господарство.